# Marsdiep (Schiff)
Die Marsdiep war eine Doppelendfähre der niederländischen Reederei Texels Eigen Stoomboot Onderneming (TESO).

## Geschichte
Das Schiff wurde unter der Baunummer 499 auf der Werft Zaanlandsche Scheepsbouw Maatschappij in Zaandam gebaut. Die Fähre wurde am 14. Dezember 1961 bestellt. Die Kiellegung fand am 2. März 1962, der Stapellauf am 12. Mai 1963 statt. Der Entwurf des Schiffes stammte vom Bureau voor Scheepsbouw in Bloemendaal. Das Schiff war nach dem Seegatt Marsdiep zwischen Den Helder und der Insel Texel benannt.
Die Fähre war der erste Fährschiffsneubau von TESO, der über Rampen von den Stirnseiten statt von den Seiten be- und entladen werden konnte. TESO betrieb seit Anfang der 1960er-Jahre mit der Koningin Wilhelmina bereits eine solche Fähre. Diese hatte sie von der Reederei Provinciale Stoombootdiensten in Zeeland übernommen, die in der Provinz Zeeland den Fährverkehr über die Schelde unterhielt. Mangels geeigneter Infrastruktur in den Häfen von Den Helder und Oudeschild bzw. im ab 1962 genutzten ’t Horntje wurde die Fähre jedoch von der Seite be- und entladen. Für den Betrieb der Marsdiep wurden in beiden Häfen neue Verladerampen gebaut. Auch für deren Bau orientierte sich die TESO an der Infrastruktur der Provinciale Stoombootdiensten in Zeeland in Vlissingen und Breskens.
Das Schiff wurde ab dem 17. Juli 1964 auf der Fährverbindung von Den Helder über das Marsdiep nach Texel eingesetzt. Der zunehmende Verkehr und das einfache Be- und Entladen des Schiffes in den beiden Fährhäfen sowie die damit verbundene Zeitersparnis bewogen die Reederei, ein zweites Schiff des Typs bauen zu lassen, das 1966 als Texelstroom in Dienst gestellt wurde. Ein zusätzliches Schiff wurde aber auch benötigt, weil die Marsdiep größere und schwerere Fahrzeuge als die älteren TESO-Fähren befördern konnte und diese bei einem Ausfall der Fähre die Insel nicht mehr hätten verlassen können.
Die Marsdiep wurde bis 1980 im Fährverkehr nach Texel eingesetzt. Ein Plan zur Verlängerung des Schiffes, um die Kapazität zu vergrößern, wurde nicht umgesetzt. Stattdessen wurde der Bau der Molengat in Auftrag gegeben, die die beiden Fähren Marsdiep und Texelstroom 1980 ersetzte. Die Marsdiep und die Texelstroom blieben noch bis 1991 als Ersatzschiffe und bei Bedarf zur Verstärkung des Angebots in Dienst, wobei die Marsdiep häufiger als die Texelstroom genutzt wurde.

## Technische Daten und Ausstattung
Der Antrieb des Schiffes erfolgte dieselelektrisch durch vier AEG-Elektromotoren, von denen jeweils zwei auf einen Propeller wirkten. Für die Stromerzeugung standen drei AEG-Generatoren mit jeweils 490 kW Leistung zur Verfügung, die von drei Achtzylinder-Dieselmotoren den Herstellers Lister Blackstone (Typ: ESS8) mit zusammen 1765 kW Leistung angetrieben wurden. Das Schiff erreichte eine Geschwindigkeit von rund 13 kn. Der dieselelektrische Antrieb war eine Neuerung für TESO. Die bisherigen Fähren hatten einen dieselmechanischen Antrieb, bei denen der Dieselmotor den Propeller antrieb.
Die Fähre konnte 70 Fahrzeuge befördern, für die 593 m² freie Decksfläche auf einem durchlaufenden Fahrzeugdeck zur Verfügung standen. Das Fahrzeugdeck bestand aus einem mittleren Bereich mit drei Pkw-Fahrspuren sowie einer seitlichen Fahrspur auf jeder Seite der Fähre. Auf den Fahrspuren im mittleren Bereich konnten auch Lkw befördert werden. Das Fahrzeugdeck wurde über landseitige Verladerampen be- und entladen. Die Verladerampen waren zur Anpassung an den Tidewasserstand höhenverstellbar. Das Schiff konnte auch noch über Seitenpforten auf einer Seite be- und entladen werden.
Oberhalb des Fahrzeugdecks befand sich ein Deck mit den Einrichtungen für die Passagiere. Um die Decksaufbauten verlief ein Promenadendeck. Passagiere ohne Fahrzeuge konnten über seitlich an den Verladerampen angebrachte Wege oberhalb der Fahrspur direkt auf das Promenadendeck der Fähre gelangen. Die Passagierkapazität der Fähre betrug 750 Personen. Oberhalb des Passagierdecks befand sich an beiden Enden jeweils ein darüber angeordnetes Ruderhaus.

## Verbleib des Schiffes
Am 13. Mai 1992 wurde die Fähre zusammen mit der Texelstroom an das maltesische Unternehmen Shore Consultants in Valletta verkauft und unter die Flagge Maltas gebracht. In den folgenden Wochen wurde das Schiff für die Überführungsreise nach Malta vorbereitet. So wurden Ersatzteile an Bord genommen, zur Vermeidung der Notwendigkeit des Bunkerns auf der Reise nach Malta aber auch zahlreiche Fässer mit Treibstoff geladen. In Malta wurde das Schiff mit Rampen an beiden Enden des Schiffes ausgerüstet, da keine landseitigen Rampen zur Verfügung standen. Das Schiff konnte zunächst aber nicht genutzt werden, da dem Unternehmen die Genehmigung für den Einsatz des Schiffes fehlte.
1995 verkaufte das Unternehmen Shore Consultants das Schiff an die Reederei Gozo Channel Company, die es als Mgarr auf der Gozo Channel Line zwischen Malta und Gozo einsetzte. Nach der Indienststellung mehrerer Neubauten, die den Fährdienst zwischen Malta und Gozo übernahmen, wurde das Schiff im Juni 2002 zum Abbruch in die Türkei verkauft und noch im selben Jahr in Aliağa verschrottet.